# Lauchhammer
Lauchhammer (em baixo sorábio: Łuchow) é um município da Alemanha, situado no distrito de Oberspreewald-Lausitz, no estado de Brandemburgo. Tem 88,43 km² de área, e sua população em 2019 foi estimada em 14.336 habitantes.